# Тріщинні води
Тріщинні води (рос. трещиновые воды, англ. fissure water,  fracture water; нім. Kluftwasser n) – підземні води, що містяться в тріщинах гірських порід, циркулюють зонами тріщинності в кристалічних, вулканогенних і осадових породах.
Розрізняють:
- тріщинно-жильні води,
- тріщинно-порові води (ґрунтові води),
- тріщинно-карстові води,
- тріщинно-пластові води.

Режим, хімічний склад і мінералізація Т.в. непостійні. Горизонти Т.в. частіше за все характеризуються відносно високими фільтраційними властивостями, низькою мінералізацією, безнапірним або слабонапірним режимом. Т.в. несуть велику геохімічну інформацію, оскільки бувають пов'язані з зонами рудоконтролюючих розломів і корами вивітрювання. Використовують для господарсько-побутового і технічного водопостачання та як промислові підземні води.
Тріщинні води знаходяться переважно в міцних гірських породах. Іноді ці води називають ще й жильними (жили – це крупні тріщини, де води рухаються як по жолобах). Ці води характерні тим, що у приповерхневій зоні вільного водообміну на їхньому режимі надзвичайно різко відбивається гідрометеорологічний вплив, і тому їм притаманні дуже різкі коливання температури. Забруднення мінеральними й органічними речовинами, а також мікроорганізмами, відбувається дуже легко. Тому тріщинні (жильні) води вважаються неякісними для водопостачання питною водою. Залежно від умов залягання ці води можуть бути як безнапірними, так i напірними. 
Якщо водоносна, багата тріщинами гірська порода залягає біля самої денної поверхні i під нею знаходиться водотривке ложе, то живлення підземних вод тут відбувається не через інфільтрацію (просочування), а через інфлюацію (втікання). Зібрана над водотривким ложем вода в цьому випадку буде аналогом ґрунтової води. Вона може утворювати підземний басейн або підземний потік. Тріщинні (жильні) води можуть поступово перекриватися водотривкою товщею i переходити в міжпластовий потік.
В Україні найкраще тріщинні (жильні) води вивчені в магматичних та метаморфічних породах Українського кристалічного щита, Карпат та Криму.